# Mantle Hood
Mantle Hood (ur. 24 czerwca 1918 w Springfield w stanie Illinois, zm. 31 lipca 2005 w Ellicott City w stanie Maryland) – amerykański etnomuzykolog i kompozytor.

## Życiorys
Studiował kompozycję u Ernsta Tocha na University of California w Los Angeles (1945–1950), w 1951 roku uzyskując stopień Master of Arts. Następnie podjął studia u Jaapa Kunsta na Uniwersytecie Amsterdamskim, gdzie w 1954 roku uzyskał stopień doktora na podstawie pracy The Nuclear Theme as a Determinant of Patet in Javanese Music (wyd. Groningen 1954). Po powrocie do Los Angeles w 1954 roku podjął pracę na University of California, od 1962 roku na stanowisku profesora. Od 1961 do 1974 roku kierował tamtejszym instytutem etnomuzykologii. Prowadził badania terenowe w Indonezji (1956–1958) i Indiach (1975–1976). W 1976 roku został wykładowcą University of Maryland. Gościnnie wykładał m.in. na Yale University i Wesleyan University. W latach 1965–1967 był przewodniczącym Society for Ethnomusicology. Opublikował prace The Ethnomusicologist (Nowy Jork 1971, wyd. 2. zrew. 1982) i The Paragon of the Roaring Sea (Wilhemshaven–Nowy Jork 1982), ponadto był autorem licznych artykułów i haseł encyklopedycznych.
Sformułował pojęcie bimuzykalności, zgodnie z którym etnomuzykolog w swojej pracy badawczej powinien wyzbyć się etnocentryzmu i uprzedzeń wobec badanej kultury, uzyskując w ten sposób jej zrozumienie i umiejętność poprawnego wykonywania utworów należących do innej tradycji muzycznej. Utwór muzyczny zdaniem Hooda może mieć dla danej społeczności odniesienia pozamuzyczne wynikłe z lokalnych tradycji, jednak jego wartość jako dzieła muzycznego zależy od czynników pozaetnicznych i ponadnarodowych. Zadaniem badacza powinno być odkrycie norm rządzących danym stylem muzycznym, które mogą wypływać z różnych źródeł i dotyczyć każdego elementu utworu muzycznego.
Skomponował m.in. poemat symfoniczny Vernal Equinox (1955), Trio na instrumenty dęte drewniane (1950), 6 duetów na sopran i flet prosty (1954), ponadto szereg utworów na fortepian.